# Astra Mod.3000
Pour les articles homonymes, voir Astra.
L'Astra modèle 3000 est un pistolet semi-automatique, de la fabrique d'armes basque Unceta y Cia.

## Présentation
Il remplaça le modèle 300 qui avait eu une carrière exceptionnelle, un des plus grands succès commerciaux de la firme. Ce modèle entra en service lorsque la firme renouvelait son outil de production. Il arriva à un moment où aucune nation n'avait besoin d'armes du fait des stocks gigantesques dont disposaient de nombreuses puissances à la fin de la Seconde Guerre mondiale. 

## Production
Cette arme qui ne présentait aucune innovation intéressante, n'eut jamais le succès escompté, surtout en comparaison avec le modèle 300. Il fut produit 44 839 unités du modèle 3000.

## Autres pistolets Astra
- Astra mod.300,
- Astra Falcon,
- Astra mod.400,
- Astra mod.600,
- Astra A-50,
- Astra A-70,
- Astra A-75,
- Astra A-80,
- Astra A-90,
- Astra A-100,
- Astra M900

## Sources
- Luc Guillou & Philippe Gourio, Les Pistolets Astra, Éditions Pardès, 1991